# Nezumia umbracincta
Nezumia umbracincta és una espècie de peix de la família dels macrúrids i de l'ordre dels gadiformes.

## Morfologia
- Els mascles poden assolir 38,5 cm de llargària total.[5]

## Hàbitat
És un peix d'aigües profundes que viu entre 400-1600 m de fondària.

## Distribució geogràfica
Es troba a l'Àfrica austral.